# Келли, Ричард
Ричард Келли (англ. Richard Kelly; род. 28 марта 1975, Ньюпорт-Ньюс, штат Виргиния, США) — американский кинорежиссёр, сценарист, продюсер.

## Биография
Ричард Келли родился 28 марта 1975 года в Ньюпорт-Ньюсе (штат Виргиния, США). Вырос в том же штате, в городке Мидлотиане. Его отец был сотрудником NASA и участвовал в программе по освоению Марса.
В 1997 году Келли окончил режиссёрский факультет университета Южной Калифорнии. Известность ему принёс первый полнометражный фильм «Донни Дарко» (2001), снятый по собственному сценарию и ставший культовым. Лента была отмечена специалистами и любителями кино, получила одиннадцать различных кинопремий, в том числе Главный приз жюри престижного кинофестиваля Санденс в 2001 году.

## Фильмография
| Год  | Название    | Режиссёр | Сценарист | Продюсер |
| ---- | ----------- | -------- | --------- | -------- |
| 2001 | Донни Дарко | Да       | Да        | Нет      |
| 2005 | Домино      | Нет      | Да        | Нет      |
| 2006 | Сказки Юга  | Да       | Да        | Нет      |
| 2009 | Посылка     | Да       | Да        | Да       |

## Критика
В 2016 году режиссер Кевин Смит сказал о Келли: «Он безумно креативен и мало чем отличается от Кристофера Нолана. Но Нолан оказался в системе Warner Bros., где к нему относились особым образом и где он получал много денег, чтобы создавать такие невероятные художественные фильмы как Начало. Он может стать одним из величайших кинематографистов нашего времени.»